# Ceroplesis elegans
Ceroplesis elegans är en skalbaggsart som beskrevs av Raffaello Gestro 1889. Ceroplesis elegans ingår i släktet Ceroplesis och familjen långhorningar. Inga underarter finns listade i Catalogue of Life.